# 구베르니야

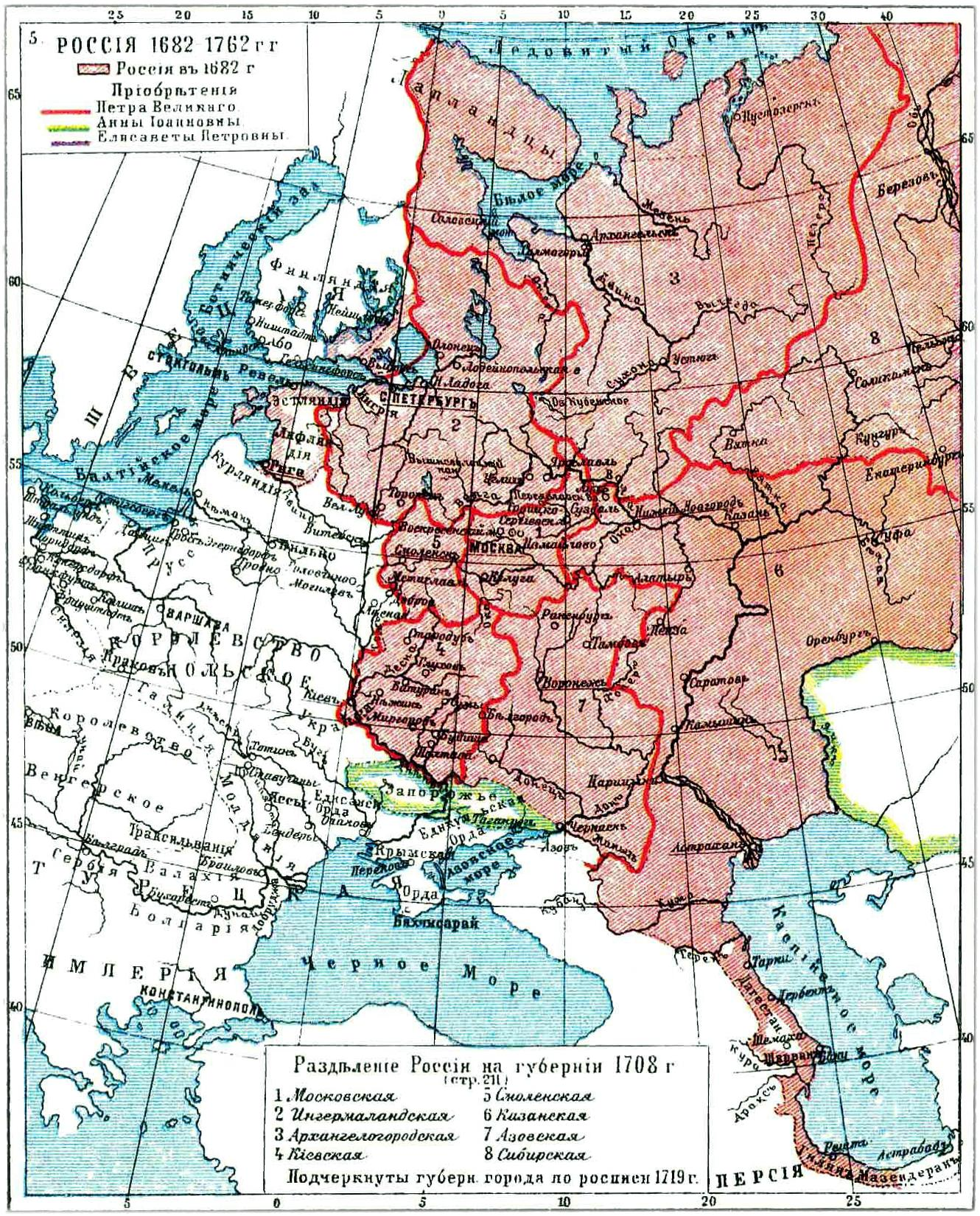
1708년의 현

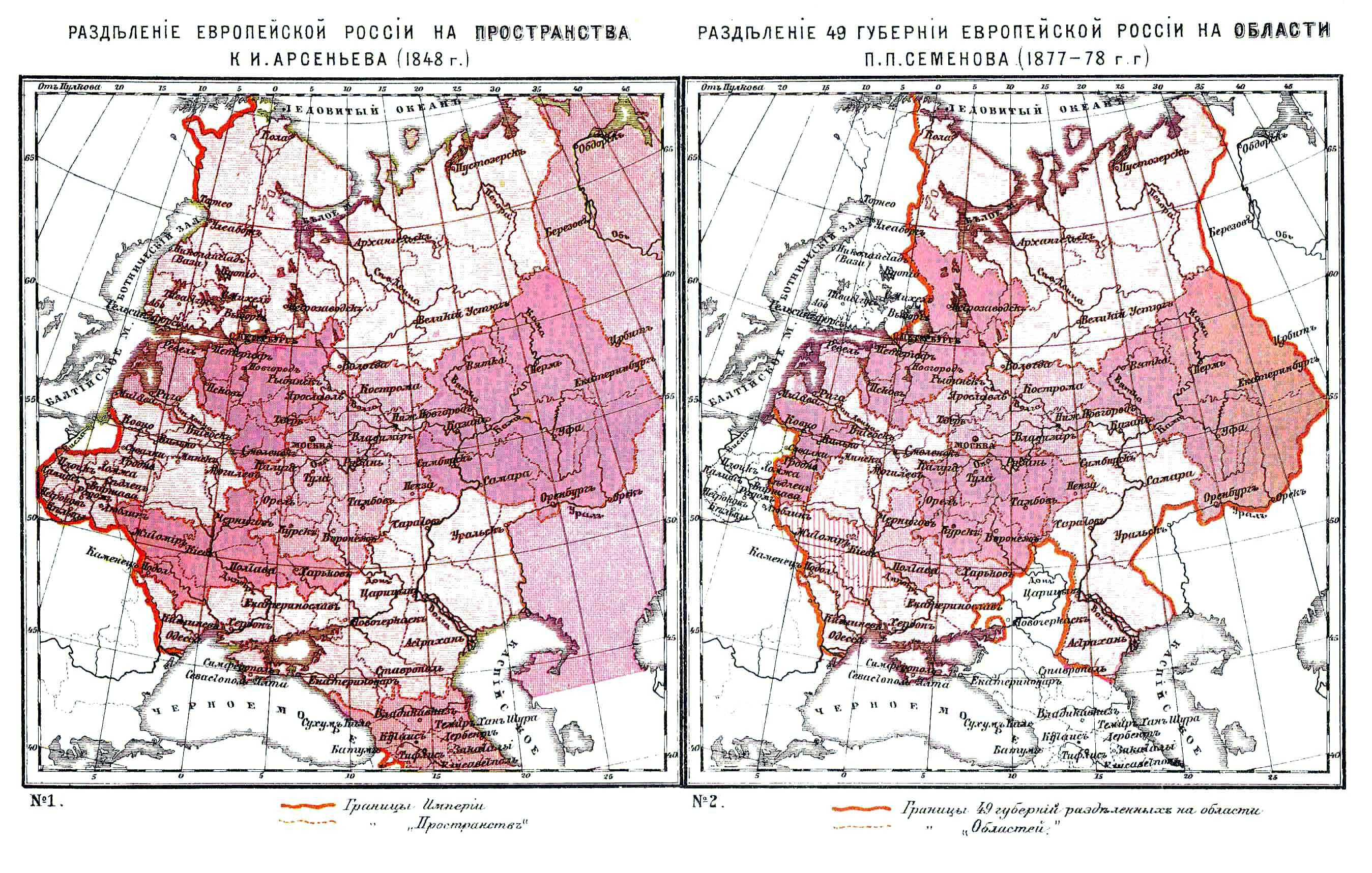
1848년, 1878년 러시아 제국

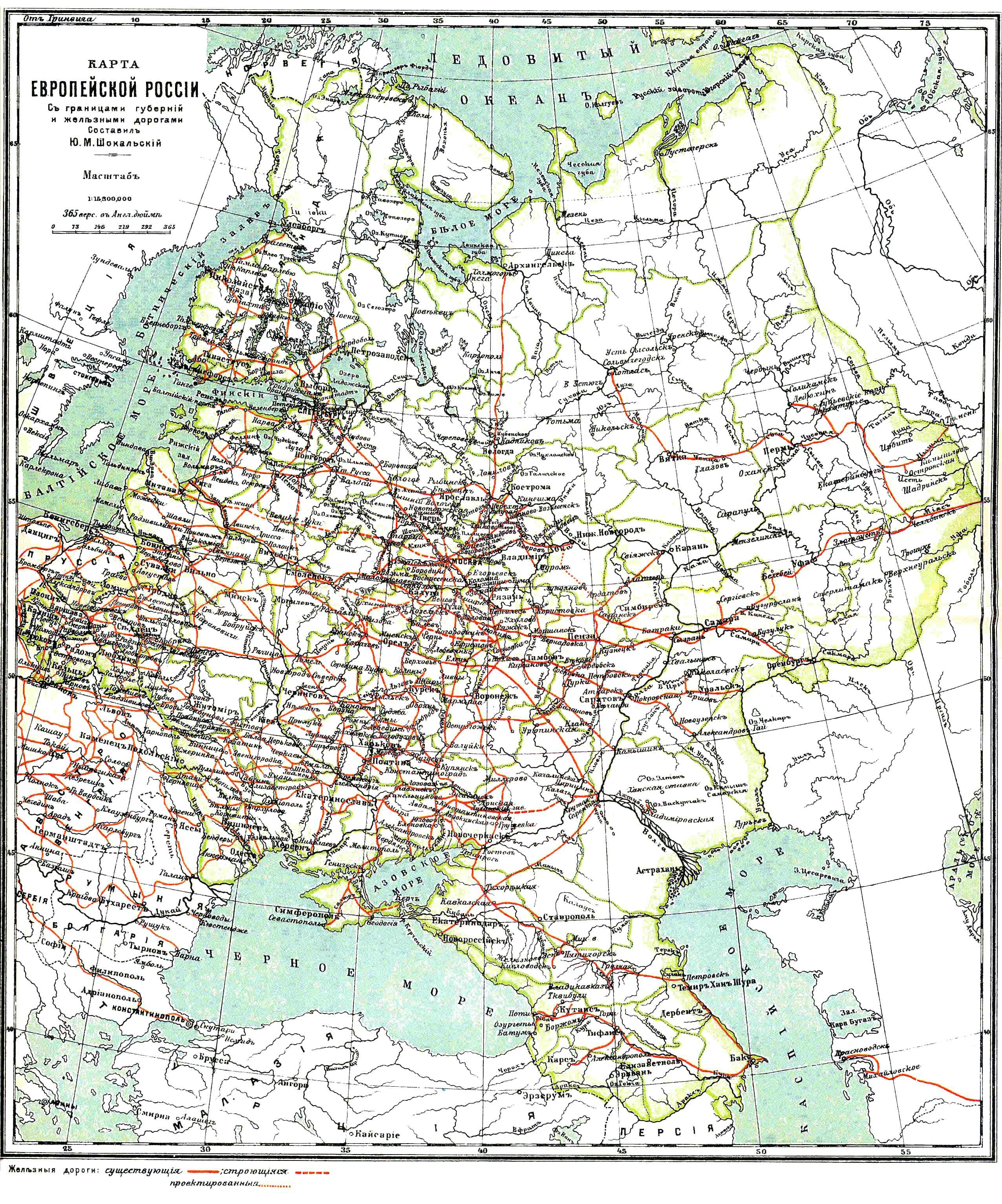
러시아 제국의 유럽 부분

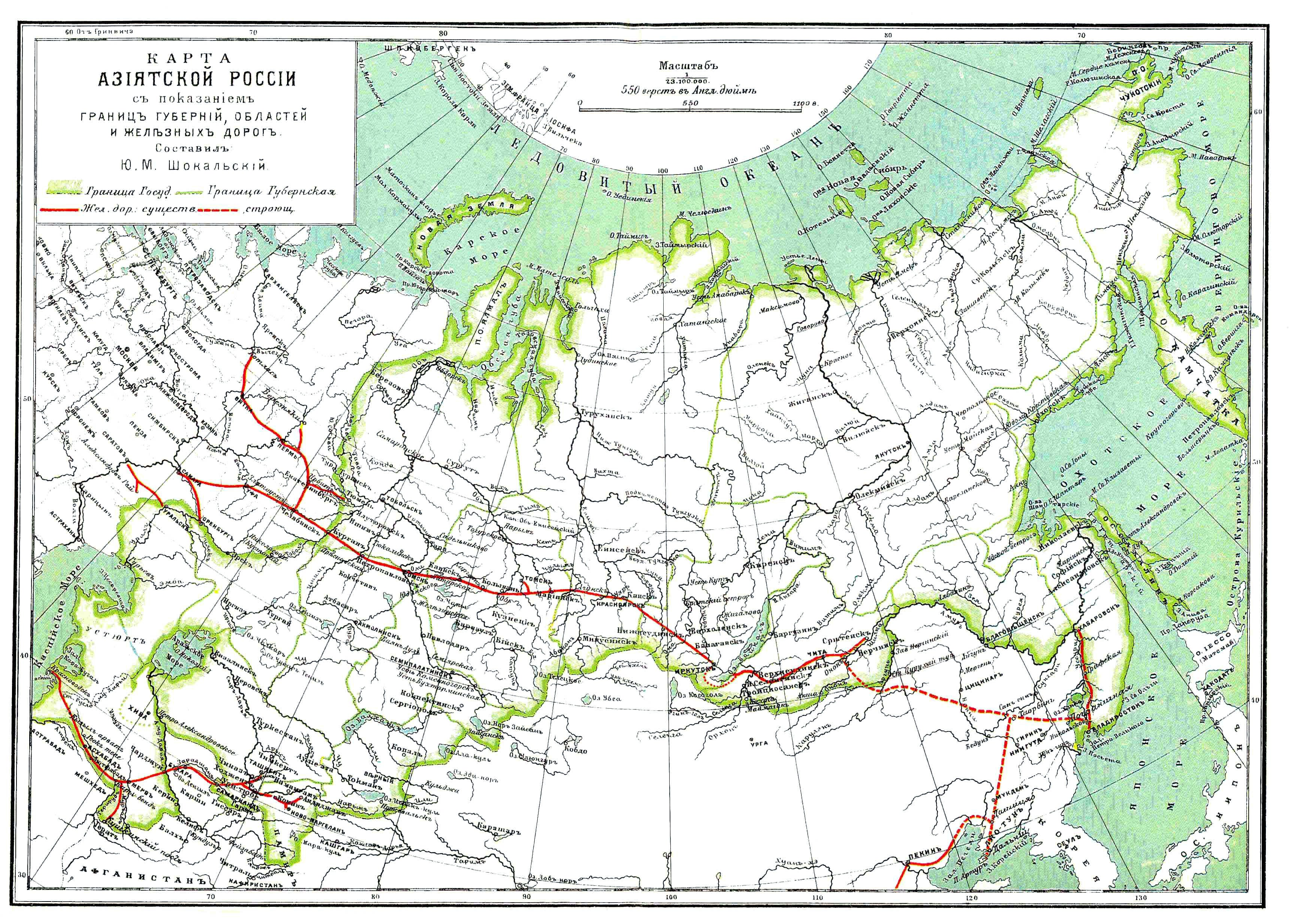
러시아 제국의 아시아 부분

구베르니야(러시아어: губе́рния 구베르니야[*])는 러시아 제국이 18세기에 설치해 놓은 행정 구역이었다. 이 행정 구역은 1920년대까지 존재했으며 현재의 현에 해당한다.
1708년에 표트르 대제는 상트페테르부르크현(1710년까지는 잉그리아현), 모스크바현, 아르한겔고로드현(1780년 이후에는 아르한겔스크현), 스몰렌스크현, 키예프현, 카잔현, 아조프현, 시베리아현 8개 현을 신설했다. 1713년부터 1719년까지 니즈니노브고로드현, 아스트라한현, 리보니아현이 신설되었다.
1917년까지는 78개의 현이 있었지만, 1917년부터 1920년 사이에는 당시 현에 속했던 핀란드, 폴란드, 에스토니아, 라트비아, 리투아니아가 독립을 선언했다. 제1차 세계 대전 이후에 현은 1924년부터 1929년까지 개혁과 개편의 과정을 거쳤고 1929년부터는 변경주이나 주로 개편되었다.

## 같이 보기
- 러시아 제국의 구베르니야 목록
- 1914년 러시아 제국의 구베르니야와 주 목록